# Ferrovia ad alta velocità Tashkent-Samarcanda
La linea ferroviaria ad alta velocità da Tashkent a Samarcanda lunga 344 chilometri (214 mi) è un collegamento ferroviario ad alta velocità tra Tashkent e Samarcanda, le due più grandi città dell'Uzbekistan. Il percorso attraversa quattro regioni uzbeke: Tashkent, Sirdaryo, Jizzakh e Samarcanda. I treni operano sette giorni su sette con il brand Afrosiyob. Un'estensione di 141 km a Qarshi è stata avviata il 22 agosto 2015, anche se a una velocità inferiore di 160 km/h. Un'ulteriore estensione a Bukhara sul Talgo 250 è stata eseguita per la prima volta il 25 agosto 2016, segnando il completamento di un progetto di ammodernamento del percorso di 256 km da Samarcanda. Il viaggio da Tashkent a Bukhara copre una distanza di 600 km e accorcia i tempi a 3 ore e 20 minuti rispetto alle precedenti 7 ore.

## Storia

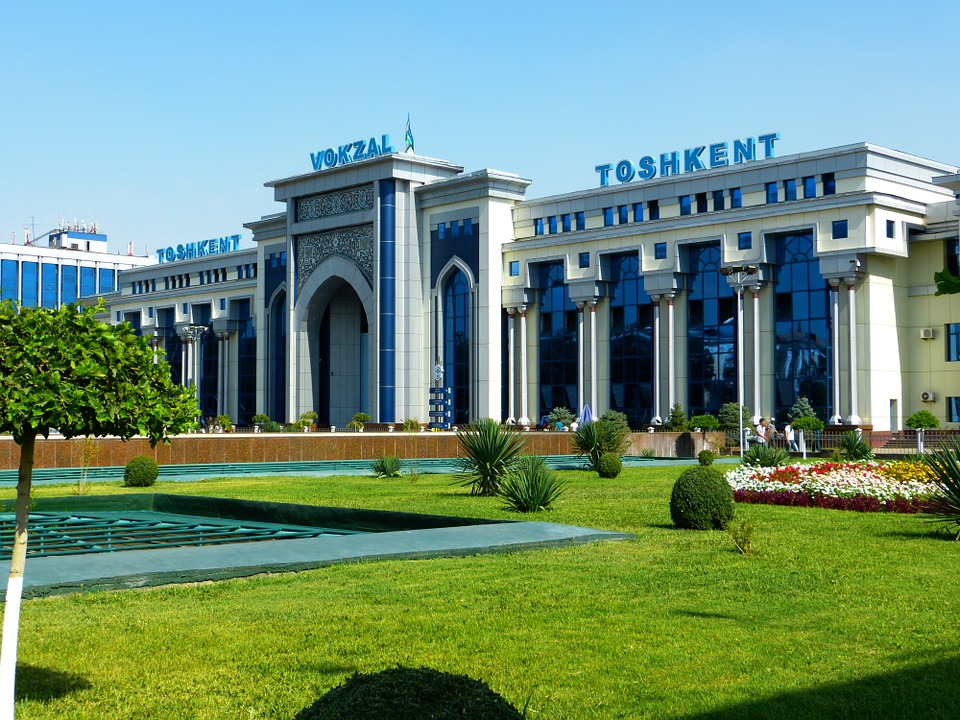
Stazione ferroviaria principale di Tashkent

La costruzione della linea è iniziata l'11 marzo 2011, con il completamento previsto per la fine dell'anno a un costo di circa 70 milioni di dollari. La linea include tracciati nuovi e ricostruiti, oltre ad aggiungere moderni sistemi di segnalamento nel percorso. Oltre alla costruzione di un tracciato in grado di sostenere il servizio ad alta velocità, sono stati costruiti come parte del progetto alcuni binari di standard inferiore per le città di Bukhara e Khiva. I 344 chilometri (214 mi) di linea ad alta velocità riescono a sostenere una velocità fino ai 250 km/h (160 mph), con un tempo di viaggio totale tra Tashkent e Samarcanda di circa due ore. La linea doveva aprire nel settembre 2011 ma ha subito ritardi.

## Operatività

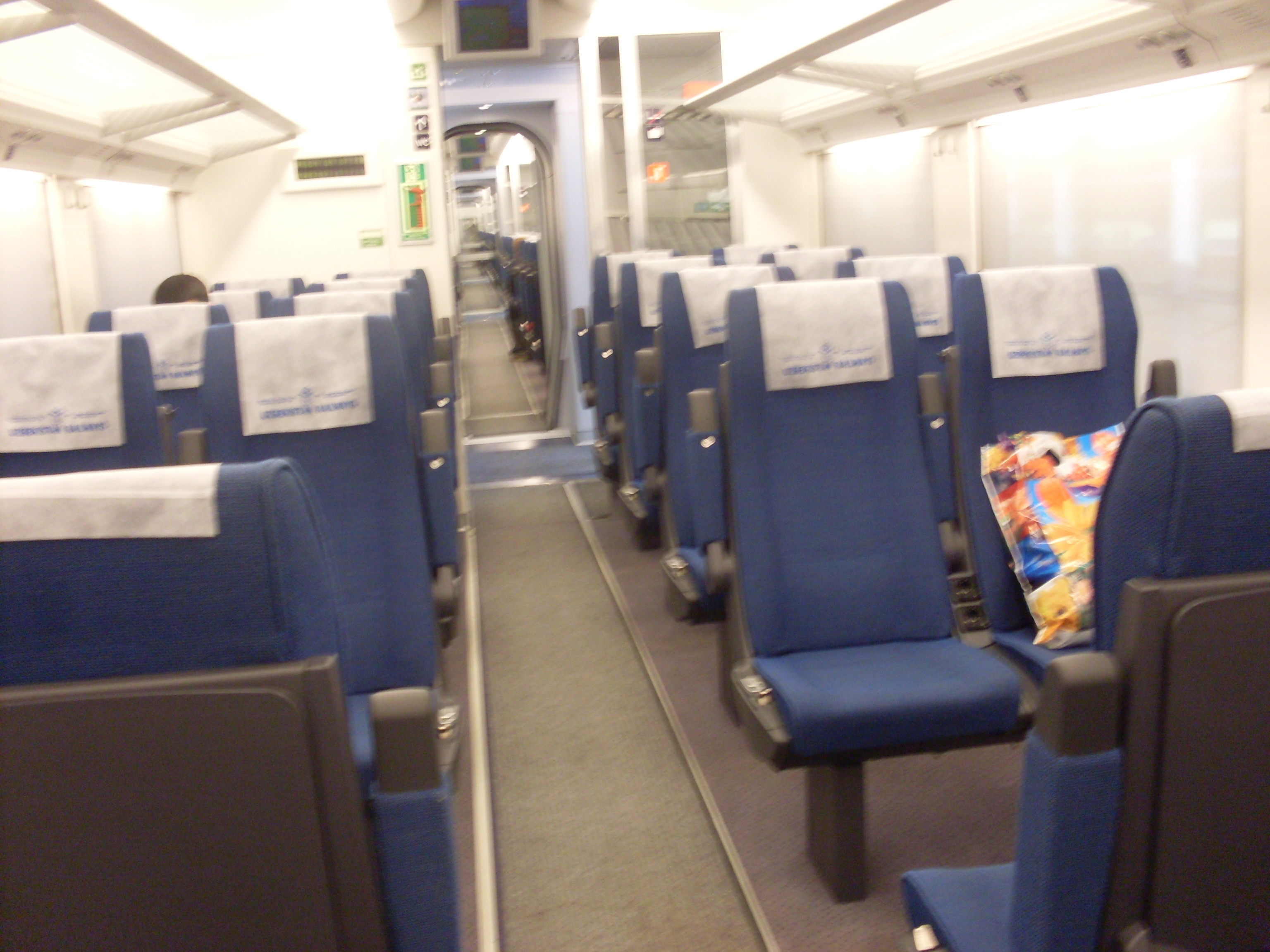
All'interno del treno Afrosiyob

Sono stati ordinati due convogli per il funzionamento sulla linea nel novembre 2009 da Talgo a un costo di 38 milioni di €. Il costo di acquisto è stato diviso tra l'operatore O'zbekiston Temir Yo'llari e un prestito da parte dello Stato del Fondo per la ricostruzione e lo sviluppo dell'Uzbekistan. Il primo convoglio, un Talgo 250, è stato consegnato a Tashkent il 22 luglio 2011. Ogni convoglio è composto da due carrozze a motore, otto carrozze passeggeri con una capacità di 257 persone e una carrozza ristorante. Il secondo convoglio è arrivato a Tashkent il 9 dicembre 2011. Il treno ha effettuato il suo primo viaggio da Tashkent a Samarcanda il 26 agosto 2011.
Il servizio commerciale è iniziato l'8 ottobre 2011 operando due volte a settimana con il marchio Afrosiyob. Inizialmente, il tempo di viaggio totale era ancora più di due ore e mezza ma i servizi sono stati aggiornati a cinque volte a settimana nel gennaio 2012 e i servizi giornalieri sono partiti dal 13 febbraio 2012. Il tempo di viaggio è stato ridotto a 2:08 ore dal 10 febbraio 2013.

### Ulteriori estensioni
La linea ferroviaria ad alta velocità dovrebbe essere estesa fino a Khiva da Urgench per completare la via della seta uzbeka. Una nuova stazione è stata aperta nel dicembre 2018 a Khiva ed è stata collegata con una ferrovia di 30 chilometri a Urgench. Il collegamento tra Bukhara e Urgench dovrebbe essere completato nel 2021.

## Itinerari
Rotte al 31 agosto 2019:
- Tashkent - Samarcanda - Navoiy - Bukhara
- Tashkent - Samarcanda - Karshi